# Mwana Bute Kasongo
Mwana Bute Kasongo (* 5. März 1964) ist ein ehemaliger kongolesischer Sprinter.
Kasongo nahm an den Olympischen Spielen 1988 in Seoul und schied über 400 m im Vorlauf aus.